# Gustav Meyrink
Gustav Meyrink, egentligen Meier eller Meyer, född 19 januari 1868 i Wien i Österrike-Ungern, död 4 december 1932 i Starnberg i Bayern, var en österrikisk skräckromantisk, fantastisk författare.

## Biografi
Meyrink var oäkta son till baron Karl von Varnbüler och den vid hans födelse 25-åriga skådespelerskan Marie Meier. Meyrink tillbringade sin barndom i München och Hamburg innan han med sin mor vid femton års ålder flyttade till Prag, där han kom att stanna i tjugo år. Prags societet såg dock ned på oäktingen, och betraktade honom inte som en jämlike. Vid 24 års ålder tänkte Meyrink begå självmord genom att skjuta sig, men just som han skulle trycka av sköts en broschyr in under dörren, och han hejdade sig. Broschyren hade titeln "Livet efter döden", och fick Meyrink att ångra sig och i stället börja med det ockulta.
Meyrink avsåg att bli bankir, och 1899 grundade han med en vän banken Meier & Goldenstern. 1902 anklagades han emellertid för bedrägeri och för att ha använt spiritism när han gjorde affärer, och hamnade i fängelse i två månader, samtidigt som hans företag gick under. 1904 lämnade en knäckt Meyrink Prag för gott och flyttade tillbaka till Wien. Där gifte han sig med Philomena Bernt, och fick med henne två barn. 1906 flyttade familjen från Wien och slog sig ner vid Starnbergsjön i Starnberg i Bayern, där de levde lyckliga i många år.
Meyrink närde ett slags hatkärlek till Prag, och lät sig, trots att han med ett undantag aldrig mer återvände till staden, inspireras av den i sitt författarskap, något som bland annat tar sig uttryck i de hallucinatoriska och mardrömslika skildringarna av staden i hans romaner Der Golem och Walpurgisnacht.
Romanen Golem och berättelsesamlingen Des deutschen Spießers Wunderhorn brändes under bokbålen runt om i Nazityskland 1933.

### Svenska översättningar
- Golem (Bonniers 1916, övers. Ernst Klein; återgiven på Lindqvist 1975; ny utgåva Vertigo förlag 2009, Kleins översättning genomsedd och bearbetad av Carl-Michel Edenborg, efterord av Carl-Michael Edenborg)
- Det gröna ansiktet (Hastur förlag 2013, övers. Siri Stern, efterord av Sten Wistrand)
- Valborgsmässa (Bonniers 1919, övers. Ernst Klein; Hastur förlag 2015, övers. Heidi Hafvervik, efterord av Sten Wistrand)
- Den violetta döden (Hastur förlag 2016, övers. Heidi Hafvervik, förord av Sten Wistrand)